# Jilin Northeast Tigers
El Jilin Tonggang Northeast Tigers (en chino, 吉林通钢东北虎) también conocido como Jilin Northeast Tigers es un equipo de baloncesto chino con sede en la ciudad de Changchun, Jilin, que compite en la Chinese Basketball Association (CBA). Disputa sus partidos en el Changchun City Stadium, con capacidad para 4.400 espectadores.

## Historia
El club se fundó en 1956, y tuvo su época de mayor apogeo en las décadas de los 70 y 80. En 1984 ganó el Torneo Nacional de Baloncesto Masculino, acabando en la tercera posición en los Juegos Nacionales de China en 1987. En el verano de 1998 participó en la CBL, la segunda división china, acabando en la tercera posición, viendo frustradas sus aspiraciones de ascenso a la CBA, pero la renuncia del equipo de la Armada china a su plaza hizo que el Jilin se hiciera con la misma.
Desde entonces, su mejor temporada fue la 2003-04, en la que acabaron en la cuarta posición de la liga regular, cayendo en semifinales ante Guangdong Southern Tigers, que serían finalmente campeones.

## Plantilla actual
| Nº | Nac.                                  | Jugador         | Posición  | Alt. |
| -- | ------------------------------------- | --------------- | --------- | ---- |
| 21 | Bandera de Estados Unidos             | Leon Rodgers    | Alero     | 1,99 |
| 34 | Bandera de Camerún                    | Soumaila Samake | Pívot     | 2,15 |
| 6  | Bandera de la República Popular China | Lu Yan          | Alero     | 2,00 |
| 7  | Bandera de la República Popular China | Wang Bo         | Alero     | 2,02 |
|    | Bandera de la República Popular China | Yang Yuming     | Base      | 1,72 |
| 15 | Bandera de la República Popular China | Liu Wei         | Ala-Pívot | 2,05 |
| 11 | Bandera de la República Popular China | Yu Shulong      | Base      | 1,85 |
| 12 | Bandera de la República Popular China | Zhong Cheng     | Alero     | 2,06 |
| 14 | Bandera de la República Popular China | Zhang Biao      | Alero     | 2,01 |
| 13 | Bandera de la República Popular China | Yang Dezhi      | Alero     | 2,02 |
| 32 | Bandera de la República Popular China | Zhang Chaolong  | Escolta   | 1,90 |
| 3  | Bandera de la República Popular China | Xing Lu         | Base      | 1,80 |
| 33 | Bandera de la República Popular China | Xu Shusen       | Alero     | 1,96 |

## Jugadores destacados
- Darius Rice
- DaJuan Tate
- Babacar Camara